# نیلس پولیت
نیلس پولیت (انگلیسی: Nils Politt؛ زادهٔ ۶ مارس ۱۹۹۴) دوچرخه‌سوار اهل آلمان است.
از باشگاه‌هایی که در آن بازی کرده‌است می‌توان به تیم کاتیوشا–آلپتسین، و تیم کاتیوشا–آلپتسین، و تیم دوچرخه‌سواری اشتاتینگ سرویس گروپ اشاره کرد.